# سيد فضل الدين
سيد فضل الدين مواليد 18 أكتوبر 1974 في كلكتا، هو لاعب كرة مضرب هندي سابق بدأ مسيرته كمحترف سنة 1998 وكان يلعب باليد اليمنى، اعتزل اللعب في 2002. أعلى تصنيف له في الفردي كان المركز الـ 396 في سنة 1999. أعلى تصنيف له في الزوجي كان المركز الـ 243 في سنة 2000. نافس في كأس ديفيز.